# Arte scozzese nel XVIII secolo

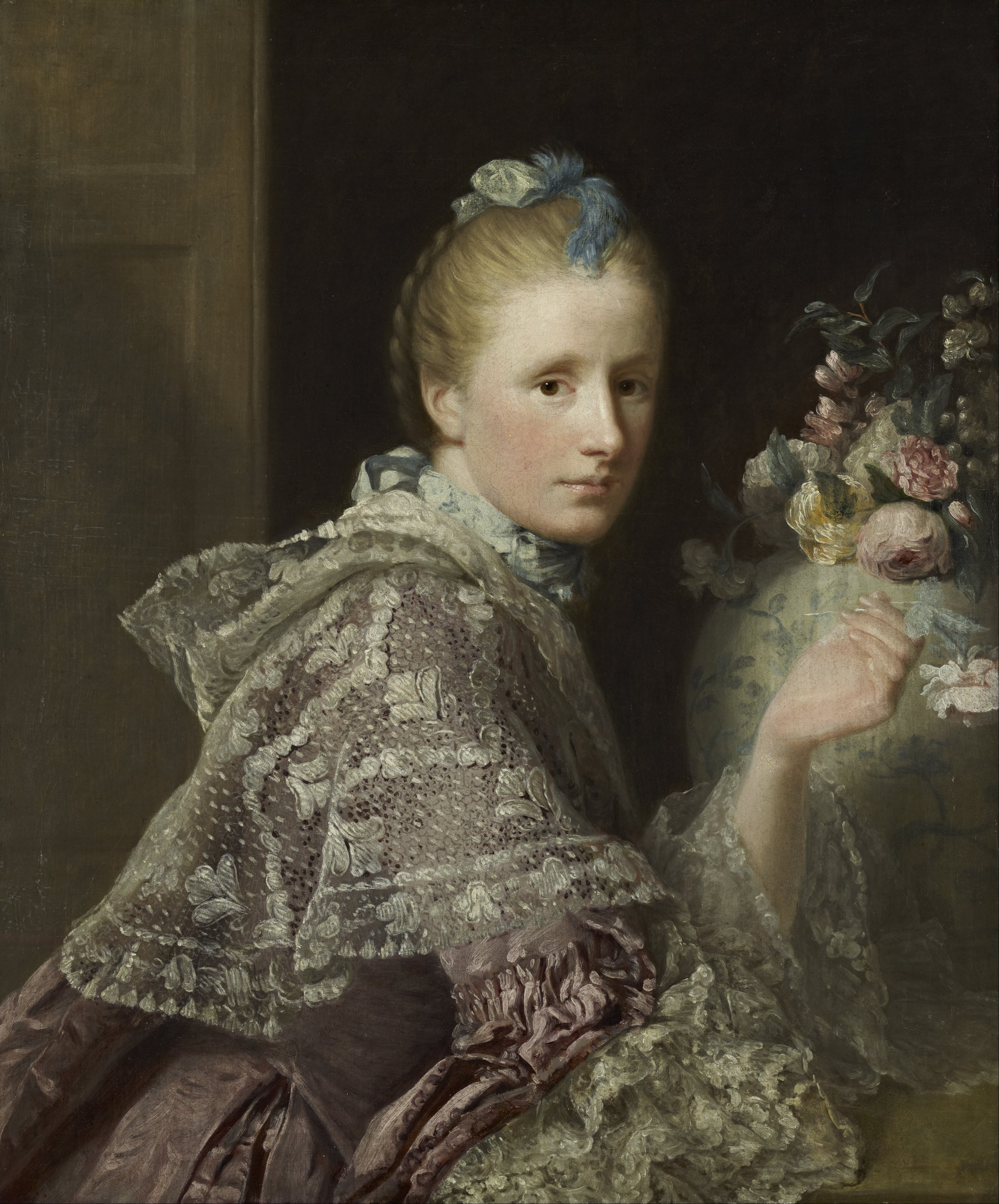
Il ritratto intimo della sua seconda moglie Margaret Lindsay di Allan Ramsay, 1758

L'arte scozzese nel XVIII secolo è il corpo dell'arte visiva prodotta in Scozia, dagli scozzesi o su soggetti scozzesi, nel XVIII secolo. Questo periodo ha visto lo sviluppo della professionalizzazione con accademie d'arte che furono fondate a Edimburgo e Glasgow. L'arte è stata sempre più influenzata dal Neoclassicismo, l'Illuminismo e, verso la fine del secolo, dal Romanticismo, con l'Italia che diventava un importante centro dell'arte scozzese.
Le origini della tradizione della pittura paesaggistica scozzese sono nei capricci dei paesaggi italiani e olandesi iniziati da James Norie e dai suoi figli. Questi furono ulteriormente sviluppati da Jacob More che aggiunse una sensibilità romantica al paesaggio scozzese. Alexander Nasmyth contribuì a fondare la tradizione paesaggistica scozzese e fu molto influente, come insegnante a Edimburgo, sulla successiva generazione di artisti. John Knox lo collegò con le opere romantiche di Walter Scott e fu uno dei primi artisti ad interessarsi al paesaggio urbano di Glasgow. John Alexander nato ad Aberdeen e William Mossman furono i principali ritrattisti della prima metà del secolo. Allan Ramsay emerse come il principale ritrattista della metà del secolo e della famiglia reale, noto per le sue rappresentazioni intime. Verso la fine del secolo Henry Raeburn si mise in luce come il ritrattista più importante e uno dei primi artisti a trascorrere la maggior parte della carriera in Scozia, estendendo il suo campo di azione ad eminenti personaggi dell'Illuminismo e famoso in particolare per la sua rappresentazione dello Skating Minister (Ministro sui pattini).
Pionieri del Neoclassicismo furono Gavin Hamilton e i suoi protetti, i fratelli John e Alexander Runciman e David Allan. Alexander Runciman fu pioniere della pittura storica e Alan contribuì a sviluppare l'arte di genere ed entrambi sarebbero stati ripresi dagli artisti scozzesi nel secolo successivo. Dopo gli Atti dell'Unione nel 1707, in Scozia c'era molto poco patrocinio per grandi e costose opere d'arte. Con la crescita dello sviluppo civile vi fu un aumento della domanda di statue pubbliche e anche il busto divenne popolare. Gli ordini di nuove statue tendevano ad essere realizzate in piombo relativamente economico e verniciate o in gesso dorato ancora più economico. Dalla fine del XVIII secolo, c'è una manciata di esempi di opere di artisti scozzesi.

## Contesto storico

### Professionalizzazione
Molti pittori scozzesi della prima parte del XVIII secolo rimasero in gran parte artigiani. Il dipinto The Edinburgh Trades (1720) di Roderick Chalmers (fl. 1709-1730) mostra l'artista stesso, forse ironicamente, tra i vetrai, gli artigiani e i muratori del borgo. Thomas Warrender (fl. 1673-1713) produsse l'Allegorical Still Life (dopo il 1708) di una serie di opuscoli e giornali inchiodati a una tavola che sembrano essere una cronaca sulla unione del 1707, ma visse come decoratore di case, lavorando a stretto contatto con architetti, tra cui William Adam. Egli può aver addestrato James Norie (1684-1757), che con i suoi figli James (1711-1736) e Robert (d. 1766), ha dipinto le case della nobiltà con paesaggi scozzesi che erano pastiche di paesaggi italiani e olandesi. Essi istruirono molti artisti e furono accreditati della nascita della tradizione della pittura di paesaggio scozzese, che sarebbe stata realizzata alla fine del XVIII secolo. I pittori Allan Ramsay (1713-1784), Gavin Hamilton (1723-1798), i fratelli John (1744-1768 / 9) e Alexander Runciman (1736-1785), Jacob More (1740-1793) e David Allan (1744- 96), per la maggior parte iniziarono nella tradizione dei Nories; ma erano artisti di importanza europea, che passavano notevoli porzioni della loro carriera fuori della Scozia. Henry Raeburn (1756-1823) è l'artista più significativo del periodo che perseguì la sua intera carriera in Scozia, nato a Edimburgo e di ritorno lì dopo un viaggio in Italia nel 1786.
Nel 1729 ci fu un tentativo di fondare una scuola di pittura ad Edimburgo, sul genere dell'Accademia di San Luca, che prende il nome dalla rinascimentale Accademia di San Luca di Roma. I suoi sponsor erano l'anziano Norie, il poeta Allan Ramsay e William Adam. Il suo presidente era George Marshall, pittore di nature morte e di ritratti e il suo tesoriere era l'incisore Richard Cooper. Tra gli altri membri c'erano lo studente di Cooper Robert Strange, i due giovani Norie, i pittori di ritratti John Alexander (1690 circa 1733) e Allan Ramsay, figlio del poeta (1713-84). Il successo del gruppo fu limitato dalla sua associazione con il giacobitismo, con la stampa di Strange di banconote per i ribelli. L'Accademia Foulis fu fondata a Glasgow nel 1754 dai fratelli Robert e Andrew Foulis e ad Edimburgo il Consiglio di Fondazione per la Pesca, le fabbriche e i miglioramenti in Scozia istituì la Trustees Drawing Academy nel 1760, indicando che l'arte era ora parte della vita civica e non solo del mecenatismo aristocratico.
La crescente importanza dell'arte si può vedere nell'incarico di pittore e ritrattista reale, creato nel 1702 per George Ogilvie. I suoi doveri comprendevano "disegnare immagini della nostra [del Monarca] persona o dei nostri successori o di altri della nostra famiglia reale per l'arredamento delle nostre case e palazzi". Tuttavia, dal 1723 al 1823 l'ufficio era una sinecura, detenuta da membri della famiglia Abercrombie, non necessariamente connessa con la capacità artistica.

### Tendenze intellettuali

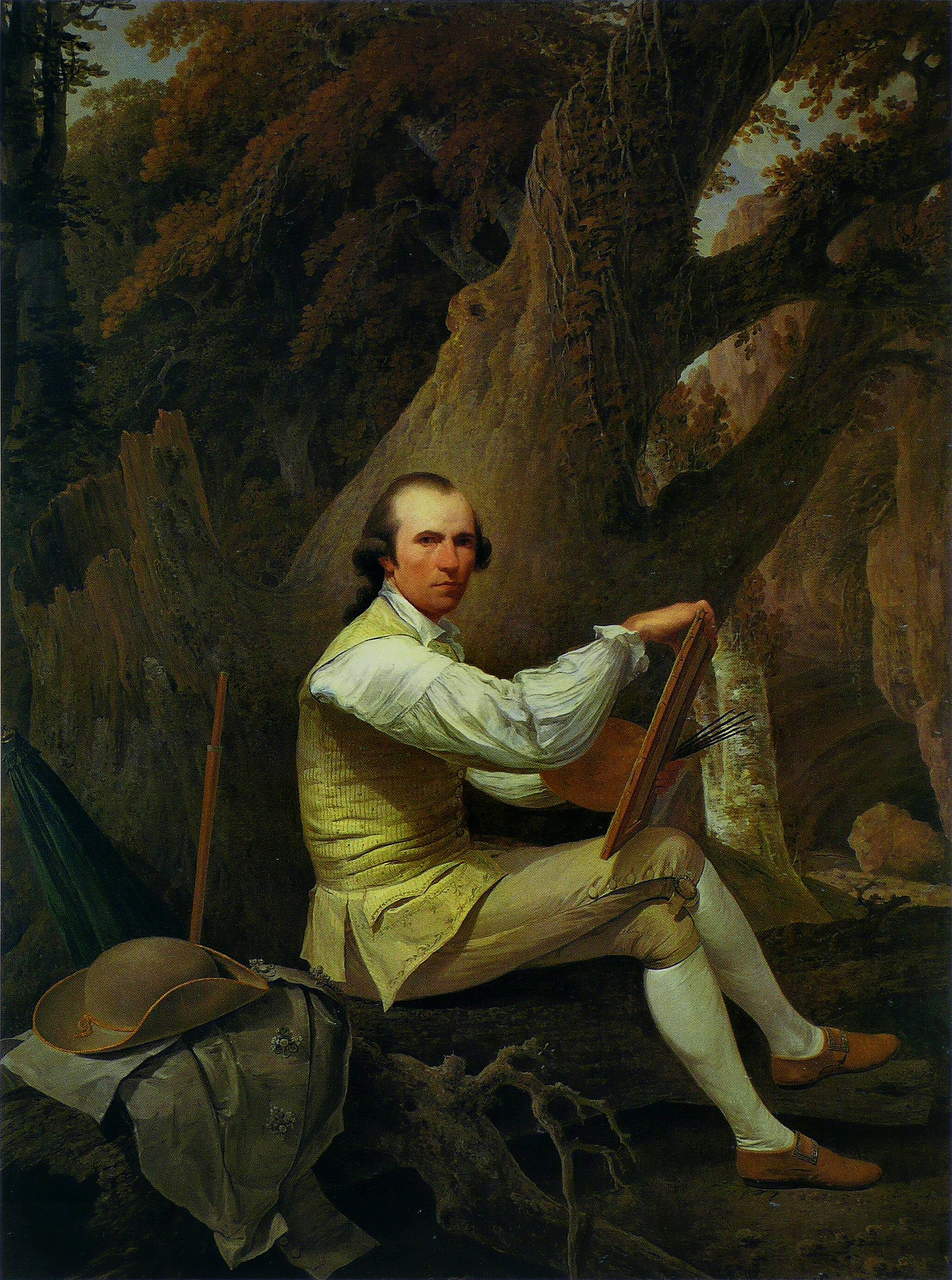
Autoritratto di Jacob More

Tutti i pittori più importanti del periodo sono stati a vari livelli influenzati da forme di neoclassicismo, che hanno rilanciato la forma greca e romana di espressione artistica. L'Italia divenne un punto di riferimento importante per gli artisti scozzesi, con oltre cinquanta artisti e architetti noti che avevano viaggiato nel periodo 1730-80 come parte di un Grand Tour, per dipingere, gustare l'arte e imparare dai maestri italiani. Con tanti artisti in visita o residenti, Roma è diventata quasi una "Terza Accademia") per gli scozzesi. Nella seconda metà del secolo gli Scozzesi furono le figure più importanti del commercio di sculture antiche, in particolare Gavin Hamilton, Colin Morison (1732-1809) e James Byres (1734-1817), facendoli gli arbitri del gusto britannico in questa zona. Tuttavia, l'unica grande collezione scozzese di marmo prima dell'Ottocento era quella di James Johnstone, secondo Marchese di Annandale.
Gli artisti scozzesi nel tardo Settecento sono stati fortemente influenzati dall'Illuminismo, che ha sottolineato il razionalismo e la ricerca umana, di cui la Scozia è stato un importante centro di influenza. Artisti come Alan Ramsey formarono la Select Society, con i filosofi David Hume e Adam Smith e hanno prodotto il suo Dialogo sul Gusto, che ha dato un grande contributo allo studio dell'estetica. La Scozia ha anche svolto un ruolo importante nelle origini del movimento romantico attraverso la pubblicazione del ciclo Ossian di James Macpherson, proclamato come l'equivalente celtico degli epici classici. Fingal, scritto nel 1762, è stato rapidamente tradotto in molte lingue europee e il suo profondo apprezzamento per la bellezza naturale e la tenerezza melanconica del suo trattamento dell'antica leggenda ha fatto più di ogni singolo lavoro per realizzare il movimento romantico in Europa e soprattutto nella Letteratura tedesca, influenzando Herder e Goethe.

## Forme

### Paesaggio

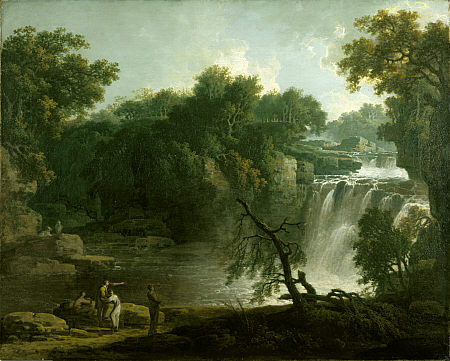
The Falls of Clyde: Corra Linn, di Jacob More, c. 1771

Le origini della tradizione della pittura paesaggistica scozzese sono nei capricci o pastiche di Norie di paesaggi italiani e olandesi. Jacob More, dopo aver fatto pratica con i Norie, si trasferisce in Italia nel 1773 ed è principalmente conosciuto come un pittore di paesaggi. Questo periodo vide un cambiamento di atteggiamento verso le Highlands e le montagne in generale, da considerarle come aree ostili e vuote, occupate da persone retrograde e marginali, da interpretare come esemplari esteticamente gradevoli della natura, occupate da rozzi primitivi, che sono venivano  ora raffigurati in modo drammatico. Prodotta prima della sua partenza per l'Italia, la serie di More di quattro dipinti "Falls of Clyde" (1771-73) è stata descritta dallo storico dell'arte Duncan Macmillan come trattare le cascate come "una sorta di monumento nazionale naturale" ed è stata vista come un primo lavoro nello sviluppo di una sensibilità romantica verso il paesaggio scozzese.
Alexander Nasmyth ha visitato l'Italia e ha lavorato a Londra, ma è tornato a casa sua a Edimburgo per la maggior parte della sua carriera. Ha prodotto un lavoro in una vasta gamma di forme, tra cui il suo ritratto del poeta Romantico Robert Burns, che lo descrive contro un drammatico sfondo scozzese, ma è soprattutto ricordato per i suoi paesaggi e viene descritto nell'Oxford Dictionary of Art come "il fondatore della tradizione paesaggistica scozzese". È stato anche un insegnante di grande influenza presso l'Accademia di Fiduciari di Disegno a Edimburgo. Il lavoro di John Knox (1778-1845) ha continuato il tema del paesaggio, collegandolo direttamente con le opere romantiche di Walter Scott. È stato anche tra i primi artisti ad assumere un grande interesse per descrivere il paesaggio urbano di Glasgow. Alexander Runciman è stato probabilmente il primo artista a dipingere paesaggi scozzesi in acquerelli nello stile più romantico che stava emergendo verso la fine del secolo.

### Ritrattistica

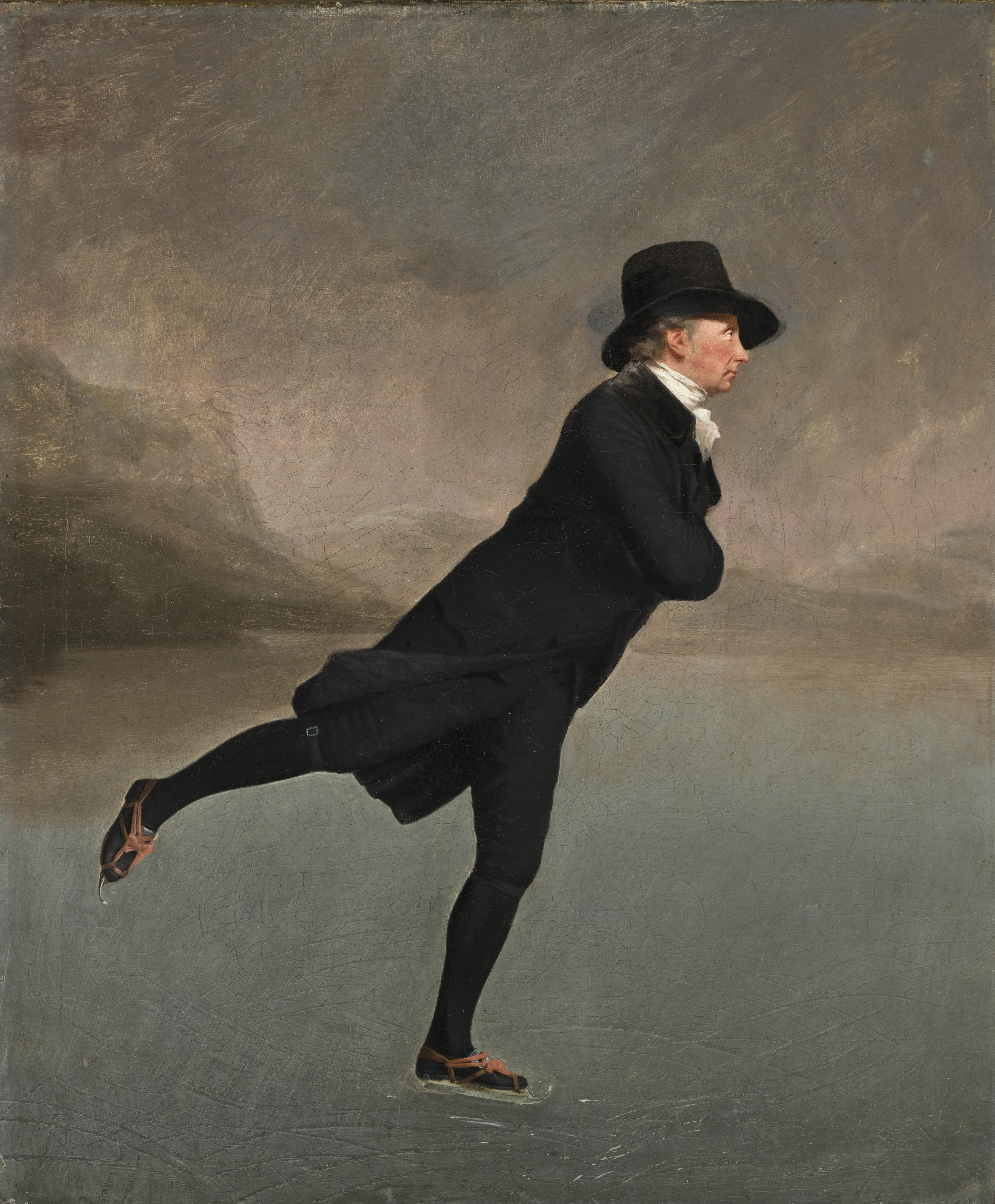
Il Reverendo Robert Walker Pattina sul Lago Duddingston, tradizionalmente attribuito a Henry Raeburn (1756-1823)

John Alexander, nato ad Aberdeen, e William Mossman erano i principali ritrattisti della prima metà del secolo. John Alexander è nato a Aberdeen ed era un nipote del pittore di ritratti George Jamesone. Aveva studiato a Londra e Roma, tornando in Scozia intorno al 1720. Anche il suo contemporaneo più giovane, William Mossman (1700-71), veniva da Aberdeen e aveva studiato a Roma. Entrambi lavoravano prevalentemente nel nord-est nei dintorni della loro città natale, ma dipingevano anche molte delle figure del primo Illuminismo a Edimburgo. L'opera più nota di Alexander fu il ritratto di George Drummond, il Signore Prevosto di Edimburgo (1756), che era stato autore della creazione della Nuova Città di Edimburgo e dell'Ospedale Reale, che è mostrato sullo sfondo della pittura. Tra i lavori di Mosman c'era il suo ritratto di John Campbell della Banca (1749), capo cassiere della Royal Bank of Scotland e Whig, ma che è raffigurato nel vestito Highland recentemente proibito. A causa delle sue simpatie giacobite, Alexander fu costretto a partire per il continente dopo la ribellione del 1745 e a Roma realizzò una pittura vivente dei giacobiti espatriati che si erano riuniti là, prima del suo ritorno alcuni anni dopo.
Allan Ramsay studiò in Svezia, Londra e Italia prima di stabilirsi definitivamente a Edimburgo, dove si affermò come il principale pittore di ritratti della nobiltà scozzese e si impegnò in ritratti di molte delle principali figure dell'Illuminismo scozzese, tra cui il suo amico il filosofo David Hume e Jean-Jacques Rousseau in visita. Dopo una seconda visita in Italia si trasferì a Londra nel 1757 e dal 1761 fu il Primo pittore di corte di Giorgio III. Egli ora si concentrò sui ritratti dei reali, spesso presentati dal re agli ambasciatori e ai governatori coloniali. Il suo lavoro fu visto come un'anticipazione del «Grande stile» di Joshua Reynolds, ma molti dei suoi primi ritratti, in particolare delle donne, sono studi meno ufficiali e più intimi.
Il pittore principale della seconda metà del secolo fu Henry Raeburn (1756-1823). Fu il primo artista importante a portare avanti tutta la sua carriera in Scozia. Nato a Edimburgo e qui ritornato dopo un viaggio in Italia nel 1786, è molto famoso per i suoi ritratti intimi di figure importanti della vita scozzese andando oltre l'aristocrazia di  avvocati, medici, professori, scrittori e ministri, aggiungendo elementi del romanticismo alla tradizione del «Grande stile» di Joshua Reynolds. Il dipinto più famoso a lui attribuito è il Reverendo Robert Walker che Pattina sul Lago  Duddingston, noto come il Ministro che Pattina. Diventò cavaliere nel 1822 e  pittore e miniaturista del re nel 1823, marcando un ritorno a questo incarico associato alla produzione di arte.

### Neoclassicismo e Pittura di genere

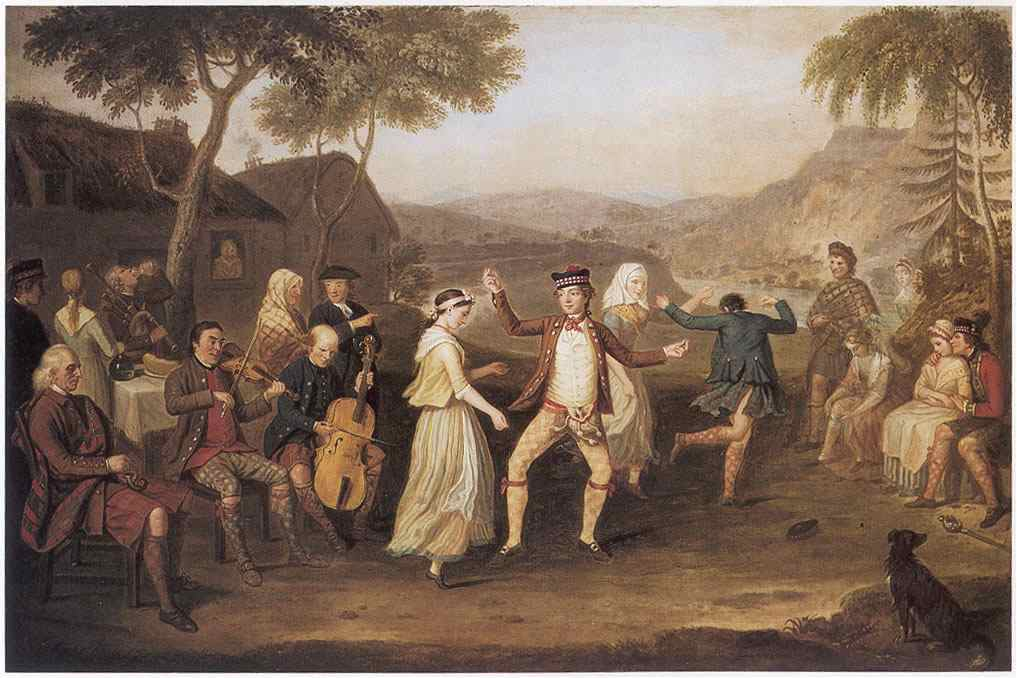
Gavin Hamilton, Highland Wedding, Blair Athol (1780)

Gavin Hamilton trascorse quasi tutta la sua carriera in Italia ed emerse come un pioniere neoclassico della pittura di temi storici e mitici, tra cui le sue rappresentazioni di scene dell'Iliade di Omero, oltre ad essere un tutore non ufficiale per artisti britannici, primi archeologi e antiquari. Molte delle sue opere possono essere considerate come speculazioni illuministiche sulle origini della società e della politica, tra queste la Morte di Lucrezia (1768), un evento ritenuto fondamentale per la nascita della Repubblica romana. Il suo classicismo avrebbe avuto una grande influenza sull'artista francese Jacques-Louis David (1748-1825).
John e Alexander Runciman si guadagnarono entrambi una reputazione come pittori di temi mitologici e storici. Viaggiarono in Italia, dove lavorarono con Hamilton. John  morì tra il 1768 e il 1769 e Alexander tornò a casa. Il suo lavoro in assoluto più conosciuto, realizzato in incisioni, era mitologico. La sua versione de L'Origine della Pittura (1773), raffigurante la storia di Plinio il Vecchio di una giovane donna corinziana che disegna un'ombra sul muro, che ha la mano guidata da Cupido, suggerisce che l'ultima motivazione dell'arte è l'amore. Lo stesso tema fu dipinto da un altro protettore di Hamilton, David Allan, due anni dopo. Alla fine del XVIII secolo, Ossian divenne un soggetto comune per gli artisti scozzesi e furono effettuate delle opere da Alexander Runciman e David Allan, tra gli altri.
Alexander ha anche prodotto uno dei primi esempi di pittura storica scozzese, mostrando la fuga di Maria, regina degli scozzesi, dal Castello di Loch Leven, che diventerà una forma importante nel diciannovesimo secolo. Allan è tornato a Edimburgo nel 1780, è diventato direttore e maestro dell'Accademia delle Arti nel 1786. Qui ha prodotto il suo lavoro più famoso, con illustrazioni di temi della vita scozzese, conquistando il titolo di "Hogarth scozzese". Questi comprendono la Highland Wedding, Blair Athol (1780) e le illustrazioni per il Pastore Gentile di Allan Ramsey (1788). Questi temi sarebbero stati recepiti da David Wilkie (1785-1841), citato spesso come fondatore della tradizione britannica della pittura di genere.

### Scultura

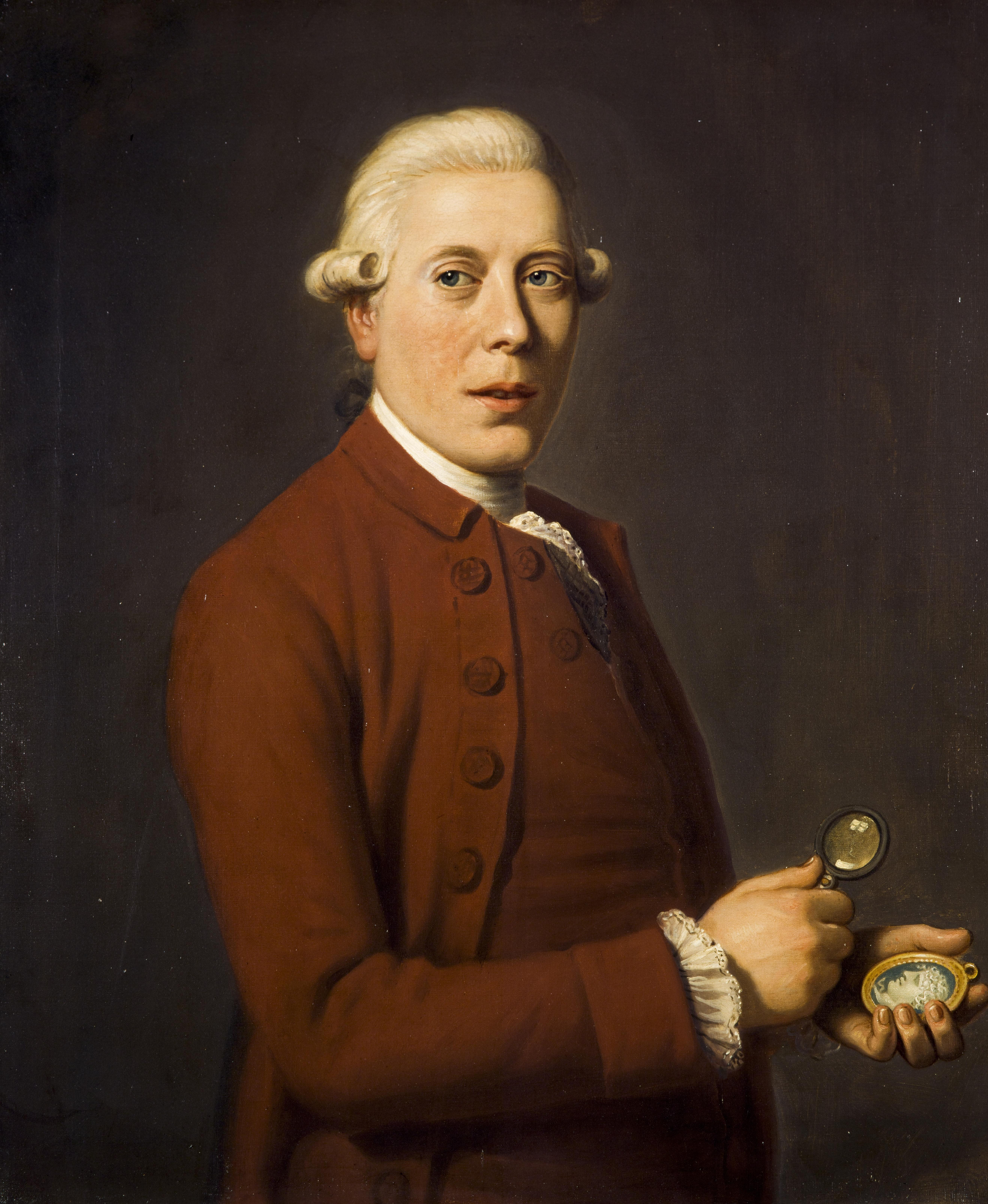
Ritratto di James Tassie di David Allan, c. 1781

Dopo gli Atti dell'Unione del 1707 la famiglia reale trascorse pochissimo tempo nei palazzi scozzesi e per essi spese poco denaro e molti nobili scozzesi seguirono la corte reale in Inghilterra, tendendo a investire nella scultura per le loro residenze a Londra, piuttosto che le loro proprietà in Scozia. Con la crescita dello sviluppo delle città c'era una crescente domanda di statue pubbliche, spesso con il patrocinio di un'istituzione pubblica, come l'importante figura di Giorgio II con l'Infermeria Reale di nuova costituzione a Edimburgo nel 1753 o la figura del giudice Duncan Forbes, Lord Culloden per la Sede del Parlamento nel 1752. Diventò anche popolare il busto, progettato per l'esposizione interna. Alla metà del secolo, tra l'aristocrazia, l'arte statuaria era preferita rispetto ai ritratti.
Come in Inghilterra, gli ordini di nuove statue tendevano a essere realizzate in piombo, relativamente poco costoso e ancora più economico, in intonaco verniciato o dorato. L'intonaco del cantiere di John Cheere a Londra era particolarmente richiesto. Importante anche il lavoro del cantiere di John Bacon (1740-99) che ha prodotto un monumento per Robert Dundas (1787) presso la Chiesa di Borthwick e uno per la signora Allardyce (1787) alla West Church, Aberdeen. Bacon era anche socio nella fabbrica di pietra artificiale di Mrs Eleanor Coade a Lambeth a Londra. Questa produceva una ceramica colorata che poteva essere modellata per creare dettagli precisi e essere sparata dentro le sezioni, ma era impermeabile al gelo e immune al fuoco. Molto più conveniente della pietra intagliata, la pietra di Coade fu utilizzata per sfingi, balaustre, capitelli, stemmi, tavolette, vasi ornamentali, monumenti e fontane. Fu ampiamente utilizzato dai fratelli Adam, in particolare nelle dimore costruite in Scozia, come Cullen, Banff, Culzean Castle, Ayrshire, Dunbar Castle, East Lothian, Register House, Edinburgh, Gosford House, East Lothian e Wedderburn Castle, Berwickshire. Oltre alla fornitura di sculture, candelabri e cippi, la famiglia Adam forniva progetti e disegni alla Carron Company, fondata nel 1759, che produceva un'ampia gamma di prodotti in ferro, tra cui stufe, cassette di sicurezza, vasi e tavolette.
Dalla fine del XVIII secolo ci sono una manciata di esempi di lavori degli artisti scozzesi. Questi includono statue di druidi sul portico di Penicuik House scolpita da un certo "Willie Jeans" nel 1776; Il busto di marmo di James Gillespie dall'oscuro Robert Burn (fl. 1790-1816) e la figura bronzea in armatura romana presso la City Chambers, Edimburgo, che potrebbe rappresentare Carlo Edoardo Stuart o Luigi XV. James Tassie (1735-99) nacque a Glasgow e studiò come scalpellino. Frequentò la Foulis Academy, prima di trasferirsi a Dublino e poi a Londra. Sviluppò una formula per realizzare forme in pasta vitrea e creare forme di gemme antiche intagliate. Ha anche prodotto medaglioni con ritratti e tra i suoi modelli c'erano numerosi personaggi della vita intellettuale scozzese, come Adam Smith, David Hume e Henry Raeburn. I suoi medaglioni erano popolari quando prodotti in diaspro di Wedgwood e furono utilizzati dalla Carron Company per essere forgiati in ferro.